# Nash Big Six
Der Nash Big Six war eine Baureihe von Sechszylinder-PKWs der Nash Motors Company in Kenosha. Sie ersetzte den 960 und wurde von 1932 bis 1934 gefertigt.
Der am 1. März 1932 eingeführte Big Six, Modell 1060, hatte ein Fahrgestell mit 2946 mm Radstand. Er besaß einen seitengesteuerten Sechszylinder-Reihenmotor mit 3299 cm³ Hubraum (Bohrung × Hub = 79,4 mm × 111,1 mm), der 70 bhp (51 kW) bei 3000/min abgab. Die Antriebs- und Bremsenkomponenten (Einscheiben-Trockenkupplung, 3-Gang-Getriebe mit Mittelschaltung, Hinterradantrieb, mechanische Bremsen an allen vier Rädern) stammten vom Vorjahresmodell. Es gab verschiedenste offene und geschlossene Aufbauten mit 2 bis 5 Sitzplätzen.
1933 bekam der Big Six, Modell 1120, einen neuen Motor mit 3569 cm³ Hubraum (Bohrung × Hub = 82,6 mm × 111,1 mm) und 75 bhp (55 kW) bei 3200/min. Fahrgestell und Erscheinungsbild blieben gleich, sodass sich der Big Six dem verkleinerten Modell Standard Eight ähnelte, der allerdings einen kleinen Achtzylindermotor mit 4,05 Liter Hubraum und 80 bhp (59 kW) besaß.
1934 bekam der Big Six, Modell 1220, nochmals einen neuen, obengesteuerten Motor mit 3848 cm³ Hubraum (Bohrung × Hub = 85,7 mm × 111,1 mm), der 88 bhp (64,7 kW) bei 3200/min entwickelte. Die verchromten Hauptscheinwerfergehäuse hatten Raketenform und die Karosserielinien wirkten etwas fließender.
1935 ersetzte der neue Advanced Six den Big Six.